# Larva migrans
Larva migrans (лат.) — гельминтоз, обусловленный мигрирующими в коже и/или во внутренних органах человека личинками несвойственных ему гельминтов животных, как правило, не достигающих в организме человека половой зрелости. Различают кожную и висцеральную формы болезни.
Яйца гельминтов созревают в воде, почве или песке, обычно теплых и тенистых местах. Заражение происходит при ходьбе босиком, играх в песке, загрязнённом фекалиями животных.

## Кожная форма larva migrans
Возбудителями кожной формы (лат. larva migrans cutanea) являются трематоды из семейства Schistosomatidae, паразитирующие на водоплавающих птицах, некоторые нематоды (Ancylostoma caninum, Ancylostoma brasiliensis, Strongyloides и др.), внедрившиеся в толщу эпидермиса личинки полостных оводов рода Gastrophilus (см. миазы).
Личинки гельминтов при контакте человека с почвой или водой проникают в кожу, располагаясь в зернистом слое эпидермиса или в более глубоких слоях, откуда они вновь мигрируют в эпидермис. Через некоторое время после заражения на теле хозяина появляется ползучий красноватый валик, передвигающийся по коже и дающий различные фигуры хода. В коже развивается местная аллергическая реакция, сопровождающаяся полиморфно-ядерной инфильтрацией, отёком, расширением капилляров и нередко разрушением клеток под действием паразитарных протеаз. После гибели личинок обычно наступает полное выздоровление.
Клинические проявления развиваются вскоре после инвазии и характеризуются возникновением чувства жжения, покалывания или зуда в месте внедрения гельминта. В случае заражения шистосоматидами на коже соответственно внедрению церкарий появляются папулезные элементы, превращающиеся спустя 1—3 дня в корочки, часто наблюдается местная или распространённая крапивница (зуд купальщиков, шистосоматидный дерматит). Нередко отмечаются кратковременная лихорадка, признаки общего недомогания, более выраженные при повторном заражении. Спустя 1—2 недели (реже 5—6 недель) наступает выздоровление. Аналогичная картина может наблюдаться в ранней стадии нематодозов у человека. В случае инвазии личинками нематод развивается линейный аллергический дерматит, распространяющийся в соответствии с продвижением личинки (со скоростью 1—5 см в сутки). Продолжительность патологических явлений может достигать 4—6 мес, редко более.
В гемограмме больных кожной формой larva migrans — преходящая эозинофилия. В соскобах кожи можно найти остатки личинок.

## Висцеральная форма larva migrans
Возбудителями висцеральной формы (лат. larva migrans visceralis) являются личинки цестод (Sparganum mansoni, Sparganum proliferum, Multiceps spp.) и нематод (Тохосаra caninum, Тохосаrа mysах, Тохоаscaris leonina, Filarioidea, Нераticolа[уточнить] и др.) плотоядных животных.
Человек заражается в результате заглатывания яиц гельминтов с водой и пищевыми продуктами и становится промежуточным хозяином паразитов. Заболевание регистрируется преимущественно у детей 1—4 лет.
В случае заражения цестодами в кишечнике человека из яиц гельминтов выходят личинки, проникающие через кишечную стенку в кровь и достигающие различных внутренних органов, где они трансформируются в пузыревидные личинки, достигающие 5—10 см в диаметре, которые сдавливают ткани и нарушают функцию соответствующих органов.
Клинические проявления болезни развиваются спустя 4—5 месяцев после заражения и в начальной стадии характеризуются нерезко выраженными признаками интоксикации: наблюдается плохое самочувствие, возможна аллергическая экзантема. В дальнейшем присоединяются и нарастают симптомы, обусловленные локализацией паразита в органах. Наиболее тяжелая клиническая картина наблюдается при поражении центральной нервной системы.
Личиночные стадии цепней (ценуры, цистицерки) располагаются преимущественно в оболочках и веществе головного мозга, вызывая клиническую картину объемного процесса (цистицеркоз, ценуроз головного мозга). У больных наблюдаются головная боль, признаки церебральной гипертензии, очаговые симптомы, эпилептиформные судороги. Кроме головного мозга, личинки могут располагаться в спинном мозге, глазу, серозных оболочках, межмышечной соединительной ткани и т. д.
Инвазия яйцами нематод-паразитов животных (например, токсокароз, токсаскароз и др.) сопровождается тяжёлой общей аллергической реакцией с лихорадкой неправильного типа, сухим кашлем, приступами бронхиальной астмы, аллергической экзантемой. При рентгенографии выявляются в лёгких «летучие» эозинофильные инфильтраты. Нередко наблюдается гепатомегалия с развитием желтухи и нарушением функциональных проб печени; в биоптатах печени обнаруживаются эозинофильные гранулёмы. Аналогичные изменения могут быть найдены в почках, кишечной стенке, миокарде и других тканях.
Гемограмма таких больных характеризуется значительной эозинофилией (50—90 %); возможна лейкемоидная реакция, СОЭ повышена. Часто обнаруживается гиперглобулинемия.
Заболевание склонно к рецидивирующему течению, продолжительность его достигает 5—8 месяцев (иногда до 2 лет).
Прогноз: серьёзный, при отсутствии лечения возможны летальные исходы.
Диагностика проводится с учётом клинико-эпидемиологических данных, диагноз подтверждается инструментальными (эндоскопия, рентгенография и др.) и сероиммунологическими (РСК, РПГА, ИФА, реакция микропреципитации и др.) методами, применяют морфологическое изучение биоптатов органов. Дифференцировать волосатик[уточнить] необходимо от искусственно вызванной крапивницы (urticaria factitia), чесотки.
Лечение: назначают тиабендазол (минтезол) по 25—50 мг/кг в сутки или мебендазол (вермокс) взрослым по 200 мг в сутки в течение 5—7 дней. Рекомендуется повторный курс спустя 1—2 мес.